# Hyper-grâce
 (septembre 2024).
La mise en forme du texte ne suit pas les recommandations de Wikipédia : il faut le « wikifier ».
Les points d'amélioration suivants sont les cas les plus fréquents :
- Les titres sont pré-formatés par le logiciel. Ils ne sont ni en capitales, ni en gras.
- Le texte ne doit pas être écrit en capitales (les noms de famille non plus), ni en gras, ni en italique, ni en « petit »…
- Le gras n'est utilisé que pour surligner le titre de l'article dans l'introduction, une seule fois.
- L'italique est rarement utilisé : mots en langue étrangère, titres d'œuvres, noms de bateaux, etc.
- Les citations ne sont pas en italique mais en corps de texte normal. Elles sont entourées par des guillemets français : « et ».
- Les listes à puces sont à éviter, des paragraphes rédigés étant largement préférés. Les tableaux sont à réserver à la présentation de données structurées (résultats, etc.).
- Les appels de note de bas de page (petits chiffres en exposant, introduits par l'outil «  Source ») sont à placer entre la fin de phrase et le point final[comme ça].
- Les liens internes (vers d'autres articles de Wikipédia) sont à choisir avec parcimonie. Créez des liens vers des articles approfondissant le sujet. Les termes génériques sans rapport avec le sujet sont à éviter, ainsi que les répétitions de liens vers un même terme.
- Les liens externes sont à placer uniquement dans une section « Liens externes », à la fin de l'article. Ces liens sont à choisir avec parcimonie suivant les règles définies. Si un lien sert de source à l'article, son insertion dans le texte est à faire par les notes de bas de page.
- La présentation des références doit suivre les conventions bibliographiques. Il est recommandé d'utiliser les modèles {{Ouvrage}}, {{Chapitre}}, {{Article}}, {{Lien web}} et/ou {{Bibliographie}}. Le mode d'édition visuel peut mettre en forme automatiquement les références.
- Insérer une infobox (cadre d'informations à droite) n'est pas obligatoire pour parachever la mise en page.

Pour une aide détaillée, merci de consulter Aide:Wikification.
Si vous pensez que ces points ont été résolus, vous pouvez retirer ce bandeau et améliorer la mise en forme d'un autre article.

L'Evangile de la Grâce, l'Hyper-Grâce ou encore l'Extrême-Grâce souvent identifiée comme le message moderne de la grâce, est une approche sotériologique du christianisme qui met l'accent sur la grâce divine et soutient la sécurité éternelle (en) aussi désignée comme "une fois sauvé, sauvé pour toujours". Cette vision a été surtout popularisée parmi certaines expressions du christianisme charismatique. L'Hyper-Grace a été préconisée par des enseignants chrétiens tels que Joseph Prince, Paul Ellis et Andrew Farley, entre autres,,,. Le terme « Hyper-Grâce » a été attribué à cette théorie par ses détracteurs, mais il a été adopté par certains de ceux qui l'enseignent.

## Histoire
L'Hyper-Grâce est principalement née parmi les théologiens des XXe et XXIe siècles au sein du mouvement charismatique. La doctrine de l'Hyper-Grâce a suscité une certaine controverse au sein du mouvement charismatique,. Les désaccords entre les théologiens de l'Hyper-Grâce et d'autres points de vue sotériologiques ont provoqué une controverse au sein du christianisme évangélique . Les doctrines de l'Hyper-Grâce ont été critiquées par des auteurs évangéliques tels que Michael Brown et RC Sproul, entre autres,,,.

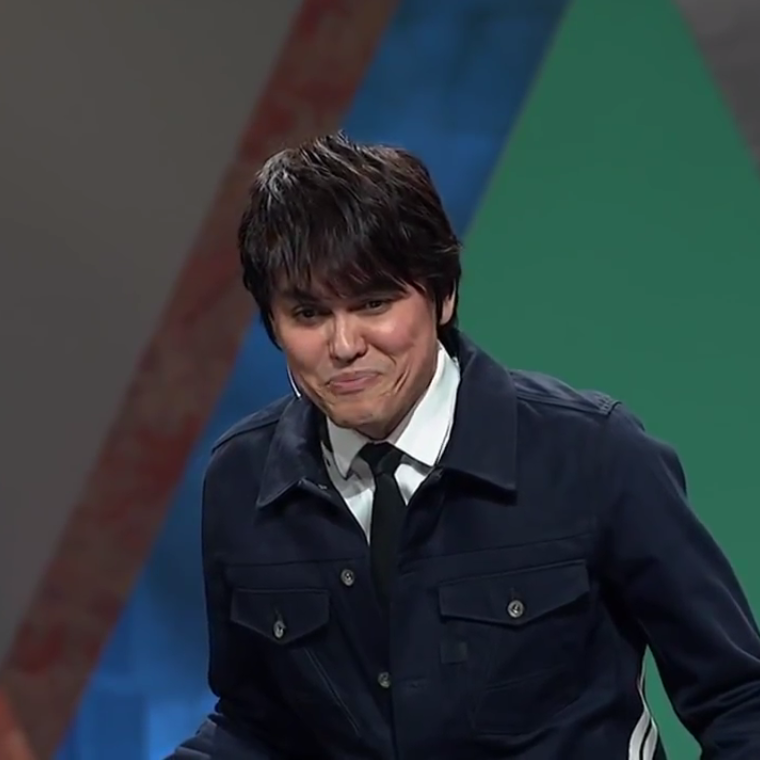
Joseph Prince, Pasteur de la New Creation Church (Eglise de la Nouvelle Création)

Parmi les théologiens et enseignants les plus éminents qui ont été identifiés au mouvement, on peut citer :
- Abel Damina
- Andre Rabe[2]
- Andre van der Merwe[2]
- Andrew Farley[2]
- Andrew Wommack[2]
- Benjamin Dunn[2]
- Brandon Pollard[2]
- Chuck Crisco[2]
- Clark Whitten[2]
- Colin Dye[2]
- D. R. Silva[9]
- Francois du Toit[2]
- Henoch Bosedi[10]
- Jeff Turner[2]
- John Crowder[2]
- John Sheasby<[2]
- Joseph Prince[2]
- Michael Reyes[2]
- Mick Mooney[2]
- Paul Ellis[2]
- Rob Bell[2]
- Rob Rufus[5]
- Ryan Rufus[2]
- Sam Storms[2]
- Simon Yap[2]
- Steve McVey[5]
- Tony Ide[2]

## Points de vue théologiques
L'Hyper-Grace se caractérise par le maintien de la sécurité éternelle avec une grande importance accordée à la grâce divine . Les partisans de l'Hyper-Grâce soutiennent que le croyant n'est en aucun cas soumis à la loi mosaïque, que les actions pécheresses d'une personne ne peuvent pas nuire à sa communion avec Dieu, nient la nécessité d' une confession régulière des péchés dans la vie d'un croyant et croient que chaque chrétien aura une possession égale au ciel,,,,. Cependant, les partisans de l'Hyper-Grace rejettent la vision de la grâce comme une « licence » pour vivre dans la désobéissance, la considérant comme le seul moyen de rester loin du péché et soulignant les conséquences naturelles que le péché peut avoir. Ainsi, les partisans de cette vision ont soutenu que la grâce est le facteur de motivation le plus puissant de l’obéissance,. L'Hyper-Grace rejette l'idée du « salut par la seigneurie », argumentant qu'elle conduit à l'introspection et au doute. Les partisans de l'Hyper-Grâce nient que la repentance salvifique doive être considérée comme une contrition et une haine du péché, mais plutôt comme un changement d'état d'esprit, donc comme un synonyme de croyance en Christ,.
Ce point de vue est particulièrement similaire à la théologie de la grâce gratuite avec de nombreux points d'accord, cependant la théologie de la grâce gratuite se distingue de l'hyper-grâce par l'accent mis par les théologiens de la grâce gratuite sur les jugements temporels qu'un croyant peut subir pour ses péchés.